# Racke rauchzart
Racke Rauchzart ist ein deutscher Whisky der Schwarze & Schlichte Markenvertriebs GmbH aus Oelde. Die Marke ist nach Ballantine’s, Jim Beam, Johnnie Walker und Jack Daniel’s der am meisten verkaufte Whisk(e)y auf dem deutschen Markt und wird seit 1958 vertrieben. 
Der Name des Whiskys geht zurück auf den Markengründer Harro Moller-Racke von der Binger Wein- und Spirituosenhandelsfirma Adam Racke GmbH & Co. KG. Die Rackes, ursprünglich französisch Raquet, haben nachweislich seit dem 17. Jahrhundert im Rheingau ihre einschlägigen Geschäfte in der Branche getätigt; Adam Josef Racke gründete die Handelsfirma 1855. Im beginnenden wirtschaftlichen Aufschwung nach dem Ende des Zweiten Weltkriegs erkannte Moller-Racke, dass der Markt in Westdeutschland reif war für die erfolgreiche Einführung einer deutschen Whiskymarke, die – im Gegensatz zum aus damaliger Sicht exklusiv und teuer gehandelten Luxusprodukt des Scotch-Whiskys – für den Normalverbraucher preislich erschwinglich war.
1958 wurden 850.000 Flaschen abgefüllt und verkauft. Der Blend bestand aus einer Mischung importierter schottischer Malts, die Racke mit heimischen Getreidebränden in der eigenen Produktionsstätte in Rinteln verschnitt und bei verschiedenen Produzenten destillieren ließ. Der Blend wurde zunächst unter dem Namen Red Fox im Markt eingeführt und massiv beworben, was zu rechtlichen Problemen führte. Die schottische Whisky-Industrie argumentierte, dass der englische Name einen Bezug zur schottischen Herkunft herstelle, obwohl das Produkt nicht nach schottischer Produktionsweise hergestellt worden sei. Racke änderte daraufhin im Jahr 1961 den Namen in das heutige Racke Rauchzart, beließ aber den roten Fuchs als Markenemblem auf dem Flaschenetikett. Moller-Racke expandierte und erwarb Marken wie Pott’s Rum und Dujardin Weinbrand, führte diese zu einer Holding zusammen (Pott-Racke-Dujardin-GmbH & Co. Kg) und wurde so zum größten Wein- und Spirituosenproduzenten und -vertreiber in Deutschland. 2003 erwarb die Schwarze & Schlichte Gruppe die Markenrechte von Racke rauchzart zusammen mit der über 33.000 m² großen Produktionsstätte der A. Racke GmbH & Co. KG in Rinteln. Die Geschäftstätigkeit der Firma Racke endete im Jahr 2009.
Der neue Eigentümer passte den Charakter und die Produkteigenschaften an das im Laufe der Zeit veränderte Anspruchsverhalten der Verbraucher für Qualität und Sensorik von Whiskys an. Seit 1990 werden für den Blend nur in Schottland produzierte Malt- und Grain Whiskys verwendet (bis zu 25 einzelne Destillate), die Verschneidung findet jedoch weiterhin in Deutschland statt. Für die Anpassung der ausgängigen Fassstärken auf die handelsüblichen 40 Vol.-% wird ein spezielles, gefiltertes Quellwasser aus einem 240 m tiefen Brunnen verwendet.

## Abfüllungen
- Special Blend, Standardabfüllung seit 1961, heute weicher als die Abfüllungen früherer Jahrzehnte
- Sonderabfüllung eines 12-jährigen Blends
- Sonderabfüllung eines 25-jährigen Blends
- Sonderabfüllung eines 40-jährigen Blends aus schottischem Malt und deutschem Grain zum vierzigsten Jubiläum der Marke im Jahr 2000